# Bilan Media
Bilan Media est un journal somalien exclusivement composé de femmes. Lancé en 2022 et dirigé par Nasrin Mohamed Ibrahim, il se consacre principalement aux sujets de société qui touchent la Somalie.

## Histoire
La Somalie est le pays le plus dangereux d'Afrique pour les journalistes,. Le média est fondé en avril 2022 avec le soutien du Programme des Nations Unies pour le développement (PNUD) avec une équipe de six journalistes,. Peu avant le lancement de Bilan Media, l'une des journalistes du groupe survit à un attentat islamiste du groupe al-Chabab. Il s'agit du premier média complètement féminin dans le pays et il prône de rendre plus visibles les sujets touchant aux femmes,,. Le terme « bilan » est choisi car il signifie « lumineux » en somali.
Depuis la fondation du groupe, la rédactrice en chef est Fathi Mohamed Ahmed et la directrice est Nasrin Mohamed Ibrahim. Depuis sa création, le média se consacre à des sujets de société, notamment en partageant des nouvelles au sujet de la précarité menstruelle en Somalie, et en interrogeant des femmes et des filles,. Il s'intéresse aussi à des sujets traditionnellement tabous, comme l'usage de drogue chez les personnes défavorisées en Somalie,. Les contenus sont diffusés à la radio, la télévision et la presse écrite en ligne.
En 2024, le groupe lance la première émission de télévision politique somalienne organisée par des femmes. En juin de la même année, il remporte le prix de la liberté de la presse de One World Media.